# Сюрреализм

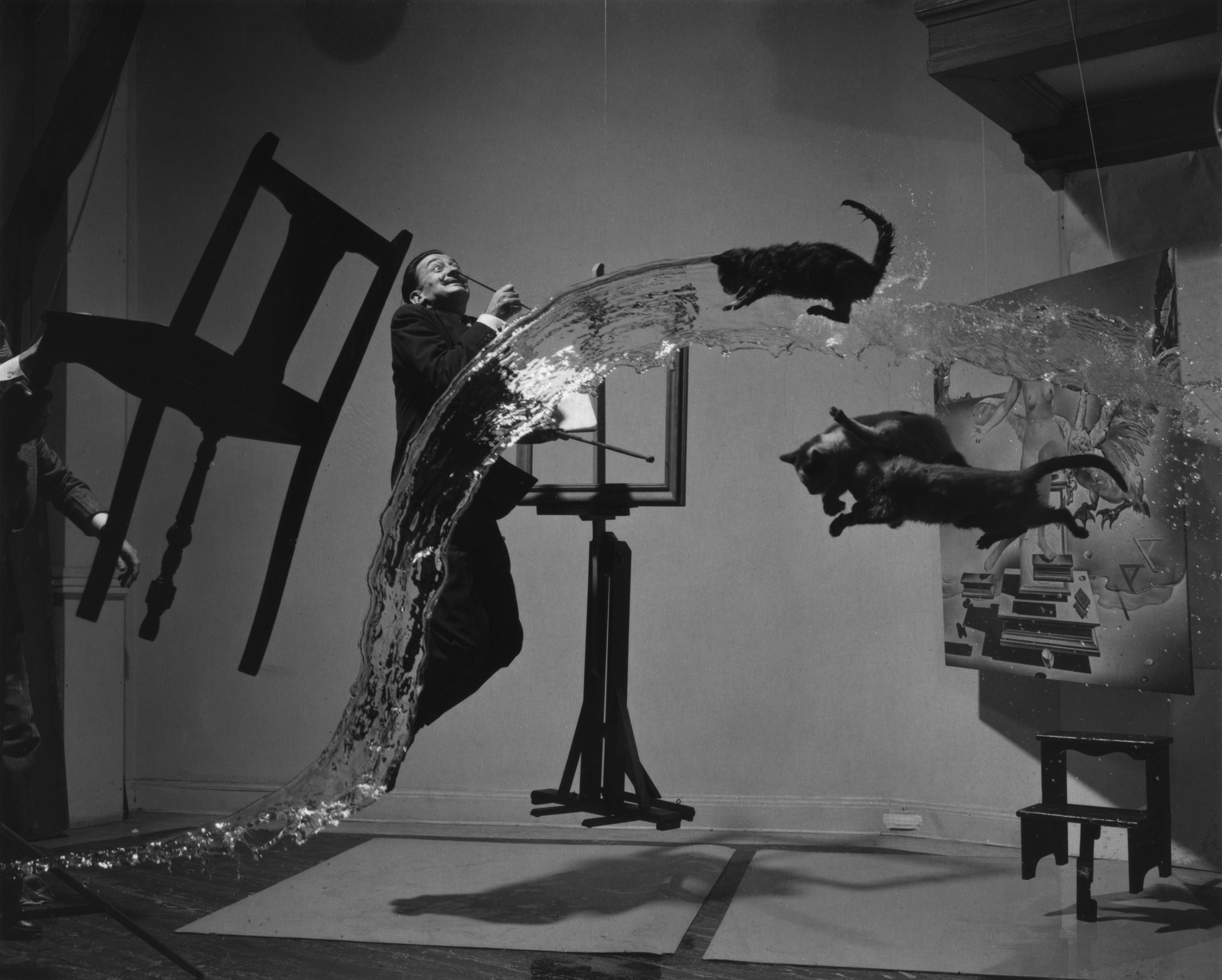
Филипп Халсман. Dali Atomicus. 1948

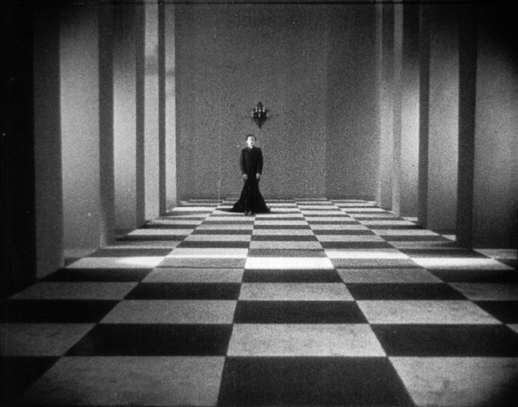
Кадр из фильма «Раковина и священник»,1928 год

Сюрреали́зм (от фр. surréalisme, дословно — «сверхреализм», «надреализм») — направление в искусстве двадцатого века, сложившееся в 1920-х годах в художественной культуре западного авангардизма. Отличается использованием аллюзий и парадоксальных сочетаний форм. Считается, что сюрреализм развивался более сорока лет, до появления новых течений 1960-х годов.
Основоположником сюрреализма считается писатель и поэт Андре Бретон, автор первого манифеста сюрреализма (1924). В пьесе Гийома Аполлинера «Груди Тиресия» (фр. «Les mamelles de Tirésias») 1917 года было введено понятие «сюрреализм». Известными литераторами сюрреализма также были Поль Элюар и Луи Арагон.
Выдающимися художниками-сюрреалистами являются Сальвадор Дали, Рене Магритт, Жоан Миро, Джорджо де Кирико, Макс Эрнст; фотографами — Филипп Халсман, Ман Рей, Грета Штерн; кинематографистами — Жан Кокто, Луис Бунюэль.

## Общая характеристика
Основное понятие сюрреализма, сюрреальность — совмещение сна и реальности. Для этого сюрреалисты предлагали абсурдное, противоречивое сочетание натуралистических образов посредством коллажа и технологии «ready-made». Сюрреалисты были вдохновлены радикальной левой идеологией, однако революцию они предлагали начать со своего сознания. Искусство мыслилось ими основным инструментом освобождения.
Это направление сложилось под большим влиянием теории психоанализа Фрейда (правда, не все сюрреалисты увлекались психоанализом, например, Магритт относился к нему весьма скептически). Первейшей целью сюрреалистов было духовное возвышение и отделение духа от материального. Одними из важнейших ценностей являлись свобода, а также иррациональность.
Сюрреалисты выполняли свои работы без оглядки на рациональную эстетику, используя фантасмагорические формы. Они работали с такими тематиками, как эротика, ирония, магия и подсознание.
Нередко сюрреалисты выполняли свои работы под воздействием гипноза, алкоголя, наркотиков или голода, ради того, чтобы достичь глубин своего подсознания. Они создали теорию освобождения желания, изобретая методы, направленные на воспроизведение механизмов сновидений. Они провозглашали и активно использовали неконтролируемое создание работ — автоматическое письмо.
Сюрреалисты-художники искали новые технические методы уходить от реализма: Вольфгангом Пааленом был изобретен фьюмаж. Макс Эрнст изобрёл фроттаж, придающий работам ирреальность, а также дриппинг. Оскар Домингес в 1936 году впервые использовал в творчестве декалькоманию — ещё один метод, позволяющий освободить сознание, затем Эрнст применил этот метод к масляной живописи. Граттаж, также изобретённый Эрнстом, развил Эстебан Франсес.
Однако хаотичность образов порой уступала место их большей продуманности, и сюрреальность становилась не просто самоцелью, но обдуманным методом высказывания идей, стремящихся разорвать обыденные представления (пример тому — зрелые работы классика сюрреализма Магритта). Такая ситуация хорошо видна в кинематографе, продолжившем традиции сюрреализма, потерявшие со временем свежесть в живописи и литературе. Примеры — фильмы Луиса Бунюэля, Дэвида Линча, Яна Шванкмайера. Интересным примером сюрреализма являются экспериментальные фильмы режиссёра Матьё Сейлера.

## История сюрреализма

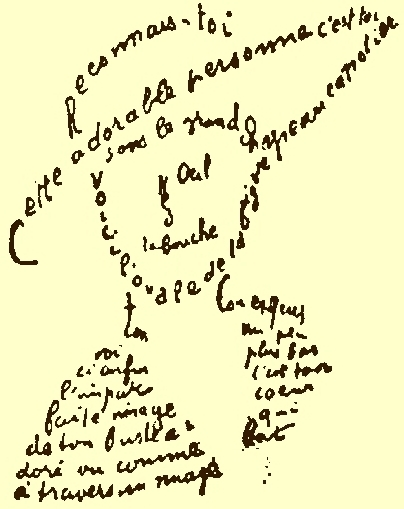
Стихотворение из Calligrammes

Сюрреализм оформился в 1910—1920-х годах во Франции, в дальнейшем утвердился в других странах Европы, а также в Северной и Южной Америке. Сюрреалисты считали своими предшественниками маркиза де Сада, Ж. де Нерваля, Лотреамона, А. Рембо. Они проявляли повышенный интерес к алхимии, оккультным практикам и мистицизму. Сюрреалисты рассматривали искусство как способ приближения к бессознательному и мифу, иррациональному смыслу бытия.

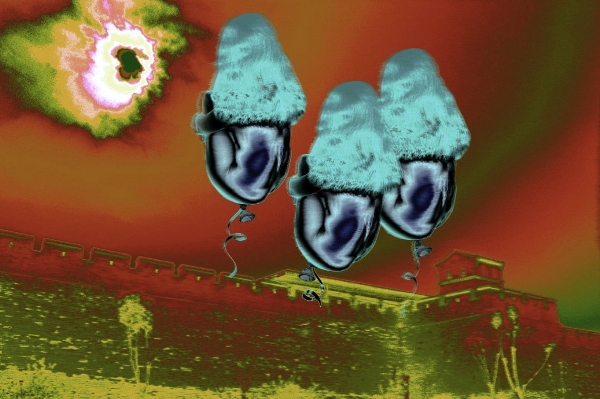
Виктор Пинчук,
«Вера, Надежда, Любовь»

Сюрреализм коренился в символизме и первоначально был подвержен влиянию таких художников-символистов, как Гюстав Моро и Одилон Редон. Решающее влияние на его становление оказали антирационалистическая и интуитивистская философия (Дж. Беркли, Ф. Ницше, А. Бергсон, У. Джеймс), достижения франц. психиатрии конца XIX века (П. Жане, Ж. М. Шарко, Г. де Клерамбо), психоанализ, а также символизм и дадаизм (парижская «школа фумизма» во главе с писателем Альфонсом Алле и художником Артуром Сапеком). Многие выходки фумистов, а также их «живопись» и музыкальные произведения кажутся точными цитатами из творчества и личного поведения дадаистов, хотя были созданы почти на сорок лет раньше — на рубеже 1880-х годов. В дадаизме принимали участие некоторые из будущих сюрреалистов, после пришедшие к выводу, что дадаисты неспособны выразить желаемое (Бретон порывает с дадаизмом в 1922 году).
Весной 1917 года Гийом Аполлинер придумал и впервые употребил термин «сюрреализм» в своём манифесте «Новый дух», написанном к скандально нашумевшему балету «Парад». Этот балет был совместной работой композитора Эрика Сати, художника Пабло Пикассо, сценариста Жана Кокто, и балетмейстера Леонида Мясина: «В этом новом союзе ныне создаются декорации и костюмы, с одной стороны, и хореография — c другой, и никаких фиктивных наложений не происходит. В „Параде“, как в виде сверхреализма (сюрреализма), я вижу исходную точку для целого ряда новых достижений этого Нового духа». Позднее Аполлинер использовал этот термин в предисловии и подзаголовке своей «сюрреалистической драмы» «Сосцы Тиресия» (1918 г.).
В 1919 году Бретон и Супо поочерёдно написали текст, созданный методом автоматического письма — «Магнитные поля» (Les Champs Magnétiques, 1919). Официальное начало направлению положил в 1924 году первый «Манифест сюрреализма» (Surrealist Manifesto), созданный Андре Бретоном как предисловию к сборнику стихотворений Poisson soluble, написанных методом автоматического письма.  
В первый период, находясь под влиянием доминирующей личности Бретона, сюрреализм по существу был литературным движением. Его полем исследования были эксперименты с языком, свободным от сознательного контроля. Этот образ мышления вскоре распространился на живопись, фотографию и кинематограф. К середине 1925-х годов относится распространение среди членов движения коллективных литературных игр, самой известной из которых стала «Изысканный труп» (Cadavre exquis). К декабрю 1924 года началось издание «Сюрреалистическая революция» под редакцией Пьера Навиля, Бенжамена Пере и, позже, Бретона. Кроме того, в Париже начало работу Бюро сюрреалистических исследований. В 1926 году Луи Арагон написал книгу «Парижский крестьянин» (Le Paysan de Paris).
Первая групповая выставка художников-сюрреалистов открылась в галерее Пьер в Париже 13 ноября 1925 года. На ней были представлены работы Де Кирико, Жана Арпа, Макса Эрнста, Поля Клее, Ман Рэя, Андре Массона, Жоана Миро, Пикассо и Пьера Руа. В этом же году в Бельгии начинают выпускать сюрреалистический журнал Correspondance, и бельгиец Рене Магритт пишет свои первые сюррееалистические работы. В 1928 году Сальвадор Дали и Луис Бунюэль создают фильм «Андалузский пес». Второй Манифест сюрреализма Бретона был опубликован в декабре 1929 года, в том же году проходит первая крупная выставка Дали. В 1930 году в ответ на Второй манифест Жорж Батай опубликовал трактат «Un cadavre», в котором он осуждает морализирующие принципы Бретона. В декабре 1930 года второй фильм Дали и Бунюэля, L'Âge d’or, показан в кинотеатре Монмартр, и члены Лиги Патриотов и Антиеврейская лига разрушают кинотеатр. В 1932 году Джакометти создаёт свои первые мобили, а в 1935 году его исключают из группы. Сальвадор Дали был исключён из группы в 1939 году.
Многие из популярных художников Парижа в 1920-30-х годов стали сюрреалистами, в том числе Магритт, Макс Эрнст, Дали, Джакометти, Валентина Гюго, Мерет Оппенгейм, Ман Рэй, Туайен, Ив Танги, Виктор Браунер, Роберто Матта и многие другие. (Хотя Бретон искренне восхищался Пикассо и Дюшаном и призывал их присоединиться к движению, они держались от сюрреалистов на некотором расстоянии, хотя и не избегали их влияния). Затем движение распространилось за границу, завоевав международную известность на выставках 1936 года в Лондоне и Нью-Йорке (в МоМА Fantastic Art, Dada and Surrealism), затем в Токио в 1937 году и в Париже в 1938 году (Международная сюрреалистическая выставка 1938 года). С 7 июля по 30 сентября 1947 года в парижской галерее Мейт (Galerie Maeght) была проведена Международная сюрреалистическая выставка (Exposition Internationale du Surrealisme). В ней приняли участие 88 художников из 24 стран. Главной идеей была заявлена тема «преодоления». Оформлением занимались Дюшан, Фредерик Джон Кислер и Матта. Так как Дюшан вынужден был уехать раньше начала выставки, на основе его эскизов работу продолжил Кислер. Так появился «Зал суеверий» (Salle de Superstitions) и «Зал дождя», в последнем с потолка падала вода. Запоминающимися композициями были «Зелёный луч» Дюшана, «Чёрное озеро» Эрнста, «Антитабу» Кислера. Каталог выставки «Le Surréalisme en 1947», выпущенный ограниченным тиражом 999 экземпляров, был оформлен оригинально: спереди на обложке была помещена резиновая накладная женская грудь, выступающая из фрагмента чёрного бархата неправильной формы (с намёком на вечернее платье), а сзади надпись — «Просьба потрогать» (Priere de toucher).
Центр Помпиду заканчивает официальную летопись сюрреалистического движения 1939-м годом. Не существует чёткого консенсуса относительно даты конца, если он действительно случился, сюрреалистического движения. Некоторые историки искусства предполагают, что Вторая мировая война фактически распустила движение. Однако историк искусства Саране Александриан (1970) утверждает, что «смерть Андре Бретона в 1966 году ознаменовала конец сюрреализма как организованного движения». Также были попытки связать некролог движения со смертью Сальвадора Дали в 1989 году.

### Влияние
В 1920—1960-е годы сюрреализм распространился по всей Европе, Северной и Южной Америке (включая страны Карибского бассейна), по Африке, Азии, а в 1980-х годах — и по Австралии.
Отъезд многих художников из Европы в Америку в связи с приближающейся Второй Мировой войной усилил их воздействие на американское искусство: например, практика автоматизма является одним из принципов работы Джексона Поллока и для живописи действия, а интерес сюрреалистов к предметам предвосхитил поп-арт. Помимо американской живописи и поп-арта, сюрреалистическое искусство лежало в основе появления второй волны авангарда в Европе в 1960-х годах, её главным представителем был новый реализм. Также они помогли появиться неодадаизму, абстрактному экспрессионизму.
В 1970-е годы появился неосюрреализм. Среди наследников сюрреализма называют фантастический реализм и стили, проистекающие от него, например, виженари арт. Существует массюрреализм (термин 1992 года).
В настоящее время, после смерти оригинальных представителей движения, продолжают работать эпигоны. Продолжая традицию Дали, Танги, Дельво, Эрнста, художники заимствовали у них главным образом внешние признаки направления — фантасмагоричность сюжета. Глубинно-психологическая сторона сюрреализма, экспрессия, выражение своих бессознательных фантазий, сексуальных страхов и комплексов, передача на языке иносказаний элементов собственного детства, личной жизни — этот внутренний аспект, считавшийся в 1920—30-х гг. титульным, определяющим качеством сюрреализма, порою игнорируется. В фотоискусстве к подобному современному сюрреализму обычно относят творчество таких фотографов, как австралийка Трейси Моффат и голландская фотохудожница Эллен Коой, работы художницы Отем де Форест.

## Персоналии
- Список сюрреалистов

### Работы Андре Бретона
- Manifesto of Surrealism by André Breton. 1924. Архивная копия от 9 февраля 2010 на Wayback Machine
- What is Surrealism? Lecture by Breton, Brussels 1934

### Энциклопедические статьи и обзорные сайты
- Галин Э., Марков В. А. Сюрреализм // Большая советская энциклопедия. М.: Сов. энциклопедия, 1969—1978.
- Гальцова Е. Д. Сюрреализм // Культурология. XX век. Энциклопедия. 1998.
- Можейко М. А. Сюрреализм (недоступная ссылка) // Новейший философский словарь / сост. и глав. науч. ред. А. А. Грицанов. Минск: Книжный Дом, 1999.
- Голландский сюрреализм (фр.) (англ.) (нем.) (исп.) (нид.) (порт.)
- Archivo Surrealista — Todo el Universo del Surrealismo en Español (исп.)
- Хронология сюрреализма от Центра Помпиду (фр.) (англ.)
- Le Surréalisme (фр.)
- Surrealist.com Основная история движения искусства художников-биографистов (англ.)
- Сюрреализм и Сальвадор Дали

### Сюрреализм и политика
- Современная украинская арт-группа Сюрреалистический Альянс называет себя приверженцами идей «политического сюрреализма»
- Heath, Nick. 1919-1950: Политика сюрреализм. Libcom.org. Дата обращения: 24 мая 2011. Архивировано 25 августа 2011 года.
- Rosemont, Franklin. Герберт Маркузе и сюрреализм. Arsenal vol. 4 (1989). Дата обращения: 24 мая 2011. Архивировано 25 августа 2011 года.
- Kennedy, Maev. Как сюрреалисты распродаются. The Guardian (27 марта 2007). Дата обращения: 24 мая 2011. Архивировано 25 августа 2011 года.

### Поэты-сюрреалисты
- Gullette, Alan. The Theory and Techniques of Surrealist Poetry. Дата обращения: 24 мая 2011. Архивировано из оригинала 18 июля 2011 года.
- Surrealism in Poetry Holcombe, C. J.
- A sample of French Surrealist poetry
- Jackaman, Rob. The course of English surrealist poetry since the 1930s (англ.). — Lewiston: Edwin Mellen Press[англ.], 1989. — ISBN 0889469326.
- Эме Сезар и сюрреализм (фр.)

### Видеолекции
- Громов Н. Н. Сюрреализм в живописи.